# Freedom (álbum de Journey)
Freedom es el décimo-quinto álbum de estudio de la banda de rock estadounidense Journey, lanzado el 8 de julio de 2022 a través de BMG Rights Management y Frontiers Records. Es el segundo álbum de la banda hasta la fecha que no cuenta con la participación del bajista fundador Ross Valory, quien fue despedido en 2020; fue reemplazado por Randy Jackson, quien previamente reemplazó a Valory en «Raised on Radio» (1986). También es el tercer álbum publicado con Arnel Pineda, quien está en la banda desde 2007. Con quince canciones y una duración de una hora y trece minutos, es el álbum más largo de Journey.

## Lista de canciones
| Freedom |                                   |                                                                                   |          |  |
| N.º     | Título                            | Escritor(es)                                                                      | Duración |  |
| 1.      | «Together We Run»                 | Neal Schon · Jonathan Cain · Narada Michael Walden · Rachel Efron · Randy Jackson | 4:49     |  |
| 2.      | «Don't Give Up on Us»             | Neal Schon · Jonathan Cain · Narada Michael Walden                                | 5:23     |  |
| 3.      | «Still Believe in Love»           | Neal Schon · Jonathan Cain · Narada Michael Walden                                | 5:16     |  |
| 4.      | «You Got the Best of Me»          | Neal Schon · Jonathan Cain · Narada Michael Walden                                | 5:33     |  |
| 5.      | «Live to Love Again»              | Jonathan Cain                                                                     | 5:30     |  |
| 6.      | «The Way We Used to Be»           | Neal Schon · Jonathan Cain · Narada Michael Walden                                | 3:35     |  |
| 7.      | «Come Away with Me»               | Neal Schon · Jonathan Cain · Narada Michael Walden                                | 4:02     |  |
| 8.      | «After Glow»                      | Neal Schon · Jonathan Cain · Narada Michael Walden                                | 5:22     |  |
| 9.      | «Let It Rain»                     | Neal Schon · Jonathan Cain · Narada Michael Walden                                | 4:40     |  |
| 10.     | «Holdin' On»                      | Neal Schon · Jonathan Cain · Narada Michael Walden · Randy Jackson                | 3:14     |  |
| 11.     | «All Day and All Night»           | Neal Schon · Jonathan Cain · Narada Michael Walden                                | 3:38     |  |
| 12.     | «Don't Go»                        | Neal Schon · Jonathan Cain · Narada Michael Walden · Arnel Pineda                 | 4:58     |  |
| 13.     | «United We Stand»                 | Neal Schon · Jonathan Cain · Narada Michael Walden · Randy Jackson                | 5:05     |  |
| 14.     | «Life Rolls On»                   | Neal Schon · Narada Michael Walden                                                | 4:57     |  |
| 15.     | «Beautiful as You Are»            | Neal Schon · Jonathan Cain · Narada Michael Walden                                | 7:10     |  |
| 16.     | «Hard to Let It Go» (Bonus Track) | Jonathan Cain                                                                     | 4:08     |  |

## Personal
- Neal Schon – guitarras, coros
- Jonathan Cain – teclados (excepto en "All Day and All Night" y "Don't Go"), coros y bajo en "Still Believe in Love"
- Arnel Pineda – voz principal (excepto en "After Glow")
- Randy Jackson – bajo (excepto en "Still Believe in Love")
- Narada Michael Walden – batería, coros
- Jason Derlatka – coros en pistas 5, 6, 9, 12, 14, 15
- Deen Castronovo – voz principal en "After Glow"